# La Dernière Nuit du Raïs
La Dernière Nuit du Raïs est un roman écrit par Yasmina Khadra et publié en 2015 aux Editions Juillard.

## Structure et récit
Le roman raconte la dernière nuit de Mouammar Kadhafi, dirigeant de la Libye. Cette nuit est celle du 20 octobre 2011. Kadhafi, entouré de sa garde rapprochée, a fui à Syrte alors que l'insurrection a gagné le pays.
La narration est chronologique, entrecoupée d'épisodes de la jeunesse de Khadafi et des pensées amères du dirigeant envers son peuple.